# Espagnoletsluiting

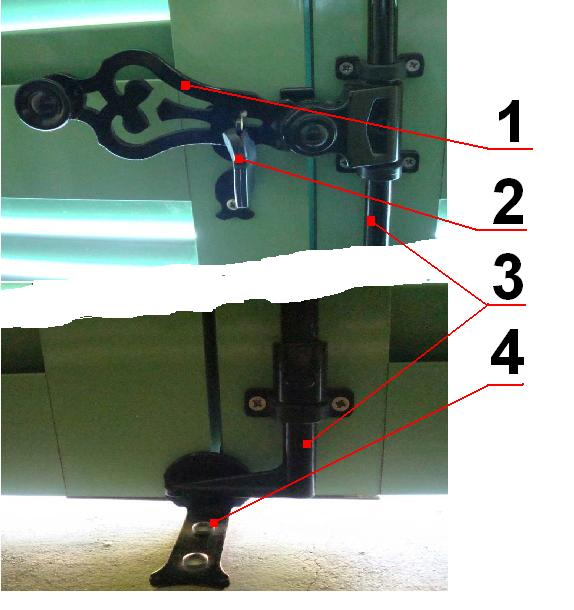
Espagnoletslot. 1 = kruk, 2 = schootplaat, 3 = draaistang, 4 = vaste schootplaat

Een espagnoletsluiting, vaak kortweg spanjolet, espagnolet (eigenlijk espagnolette) of draairoede genoemd, is een sluiting waarmee dubbele deuren en ramen van binnenuit kunnen worden vergrendeld. Dat kan door middel van één beweging van een kruk, kruiskruk, hefboom of een speciale sleutel. Ze zijn er in opbouw-uitvoering, maar ook in weg te werken modellen. Er zijn inbouwmodellen die voldoen aan het Politiekeurmerk Veilig Wonen en SKG gekeurd zijn. Het aantal sterren geeft de mate van inbraakwerenheid of inbraakvertraging aan.

## Principe
Van oorsprong bestaat een espagnolet uit twee stangen die met een uitsparing voor nokken eindigen in een metalen huis op het midden van een raam of deur. Daar zitten ze bevestigd met nokken op een draaischijf. Deze schijf is te bedienen door een kruk. Door de kruk te draaien schuiven de stangen in of uit. Boven en onder aan de deur of het raam zitten geleiders voor de stangen geschroefd. In of op het kozijn zitten uitsparingen, waar de stangen in kunnen schuiven als de kruk bediend wordt.
Door zo'n sluiting is alles in het zicht gemonteerd. Door het schuiven van de stangen door de geleiders ontstaat wat door critici "vervuiling" van het schilderwerk wordt genoemd. Liefhebbers van espagnoletsloten vinden echter dat bij "klassieke" huizen de steriele kale vlakken van "onvervuild" schilderwerk juist fraai zijn. Er bestaan ook espagnoletten die helemaal weggewerkt kunnen worden in een uitgefreesde sponning.